# Philipp Jakob Hoffmann
Philipp Jakob Hoffmann (* 9. Dezember 1778 in Frankfurt am Main; † 8. Oktober 1834 ebenda) war ein Architekt und städtischer Bauinspektor in Frankfurt am Main.

## Leben und Werk
Hoffmann war der Sohn des Schreinermeisters Philipp Jacob Hoffmann (1744–1816) und der Frankfurter Bürgerstochter Christine Susanne Katharina Göring (1752–1836). Er besuchte das Städtische Gymnasium und studierte an den Bauakademien in Wien und Dresden. Nach seiner Rückkehr nach Frankfurt arbeitete er als Assistent von Salins de Montfort und Stadtbaumeister Hess. Er trat als Landvermesser in städtische Dienste.
Im Auftrag von Fürstprimas Dalberg leitete er 1808 die Restauration der Leonhardskirche und wurde Lehrer an der Bauschule. 1811 wurde er städtischer Chaussee-, Wasser- und Brückenbauinspektor.  Als Civilbaumeister arbeitete er auch im Auftrag privater Bauherrn.
1828 bis 1834 entstand unter seiner Leitung die erste moderne Wasserleitung Frankfurts. Sie sammelte das Wasser aus den neuerschlossenen Quellen des Knoblauchsfeldes und des Friedberger Feldes im heutigen Nordend und führte sie zu den beiden Verteilkammern am Friedberger Tor und am Eschenheimer Tor. Ein Leitungsnetz von 17.000 Metern Länge versorgte von dort die 98 Pump- und 120 Röhrenbrunnen, 120 Feuerhydranten und etwa 300 Hauszapfventile der Stadt mit täglich 1500 Kubikmeter Quellwasser.
Hoffmann heiratete am 12. Oktober 1808 Marianne Caroline Lausberg (* 16. August 1776 in Frankfurt am Main; † 11. Mai 1810 ebenda), Tochter des Weinhändlers und Kunstsammlers Heinrich Lausberg (1744–1809). 1809 wurde der gemeinsame Sohn Heinrich Hoffmann, Verfasser des Struwwelpeters, geboren. Nach dem Tod seiner ersten Frau heiratete der Witwer am 10. Oktober 1811 deren jüngere Schwester Antoinette (* 16. Januar 1784 in Frankfurt am Main; † 14. März 1863 ebenda). Der zweiten Ehe entstammten zwei Töchter, Sophie (1813–1884) und Bertha (1822–1875).

## Werke
- Landhaus Zickwolff, Ecke Wendelsweg/Hühnerweg (1808)
- Landhaus von Groote auf dem Mühlberg (1810)
- Bankhaus Rothschild in der Fahrgasse, erstes jüdisches Geschäftshaus außerhalb der Judengasse (1809/10)
- Wohnhäuser in der Töngesgasse, im Fischerfeld, in der Neuen Mainzer Straße und am Untermainkai